# Christof Martinz
Christof Martinz (* 25. November 1989 in Villach) ist ein österreichischer Eishockeystürmer.

## Karriere
Martinz stammt aus dem Nachwuchs des EC VSV und bestritt bislang 39 Bundesliga-Spiele, wobei er zwei Assists und zwei Tore erzielen konnte. Seinen ersten Treffer gelangen ihm am 26. November 2010 bei der 4:6-Heimniederlage gegen Laibach. Mit der U20-Mannschaft konnte er zweimal den österreichischen Meistertitel gewinnen. Er erhielt Profiverträge für die Spielzeiten 2009/10 und 2010/11.

## Privat
Martinz ist der Sohn des ehemaligen Kärntner Landesrats und Landesparteiobmanns der ÖVP Kärnten, Josef Martinz.

## Erfolge und Auszeichnungen
- 2007 Österreichischer Jugendmeister mit dem EC VSV
- 2008 Österreichischer Jugendmeister mit dem EC VSV